# NGC 852
NGC 852 este o galaxie spirală situată în constelația Eridanul. A fost descoperită în 27 octombrie 1834 de către John Herschel.